# I Hope You're Sitting Down/Jack's Tulips
I Hope You're Sitting Down, también conocido como Jack's Tulips, es el álbum debut de la banda Lambchop.

## Lista de canciones
1. “Begin” – 3:30
2. “Betweemus” – 5:26
3. “Soaky in the Pooper” – 4:16
4. “Because You Are the Very Air He Breathes” – 6:11
5. “Under the Same Moon” – 4:55
6. “I Will Drive Slowly” – 4:44
7. “Oh, What a Disappointment” – 4:26
8. “Hellmouth” – 2:52
9. “Bon Soir, Bon Soir” – 3:32
10. “Hickey” – 5:51
11. “Breathe Deep” – 4:13
12. “So I Hear You’re Moving” – 3:47
13. “Let’s Go Bowling” – 5:29
14. “What Was He Wearing?” – 3:18
15. “Cowboy on the Moon” – 2:40
16. “Or Thousands of Prizes” – 4:53 (edición City Slang exclusivamente)
17. “The Pack-Up Song” – 1:53